# فلويد ولدريدغ
فلويد ولدريدغ (بالإنجليزية: Floyd Wooldridge)‏ هو لاعب كرة قاعدة أمريكي، ولد في 25 أغسطس 1928 في جريكو سبرينغز في الولايات المتحدة، وتوفي في 14 مايو 2008 في سبرينغفيلد في الولايات المتحدة.

## وصلات خارجية
- فلويد ولدريدغ على موقع دوري كرة القاعدة الرئيسي (الإنجليزية)
- فلويد ولدريدغ على موقعبيزبول رفرنس.كوم (الدوري الرئيسي) (الإنجليزية)
- فلويد ولدريدغ على موقعبيزبول رفرنس.كوم (الدوري الثانوي) (الإنجليزية)